# كارول كروفورد
كارول كروفورد (بالإنجليزية: Carol Crawford)‏ هي لاعبة الجسر ‏ أمريكية، ولدت في 22 فبراير 1934، وتوفيت في 10 أغسطس 1982.